# 陳榮昌

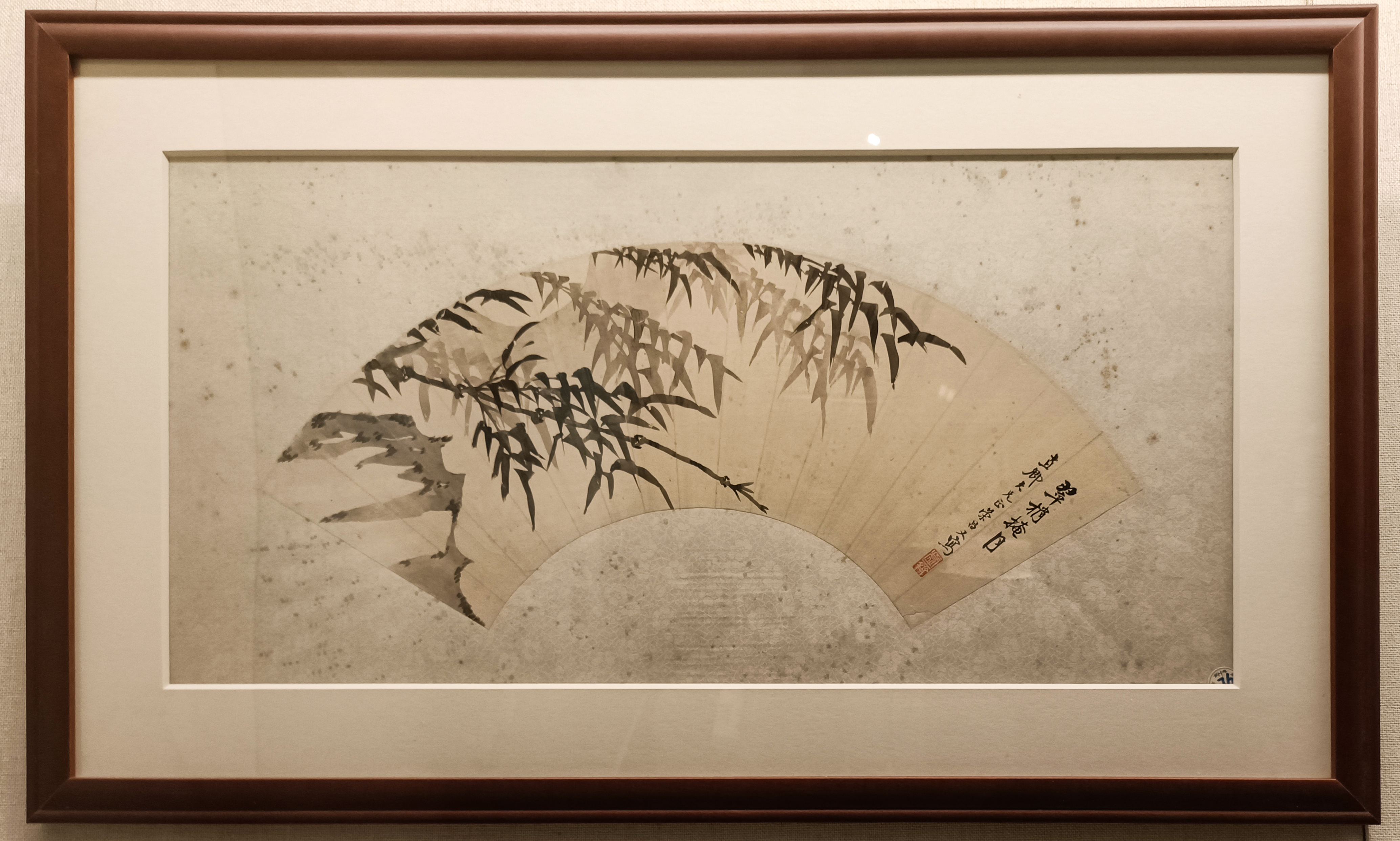
陈荣昌纸本扇面“墨竹”

陳榮昌（1860年8月10日—1935年10月17日），字小圃、筱圃，號虛齋、鐵人、虛齋困叟，雲南雲南府昆明縣（今雲南省昆明市）人，学者、教育家、书法家。

## 生平
光緒八年，雲南鄉試中舉第一（解元），光緒九年，登進士，改庶吉士。光緒十二年，任翰林院編修。光緒十三年，任國史館協修官；次年提督貴州學政。光緒十八年，任國史館協修官、武英殿纂修官。光緒二十年，任順天鄉試同考官。次年，任會試同考官、鑲藍旗官學查學官。光緒三十年，任高等學堂總教習；次年赴日本考察留學事宜、任雲南高等學堂教務長。光緒三十二年，署貴州提學使。次年，任雲南學務公所議長、總辦滇蜀騰越鐵路事宜；改雲南自治總局局長、雲南諮議局籌辦處協理。宣統元年，任滇蜀騰越總公司駐京總辦。宣統二年，任資政院議員、辭職任山東提學使。